# Katharina Mückstein

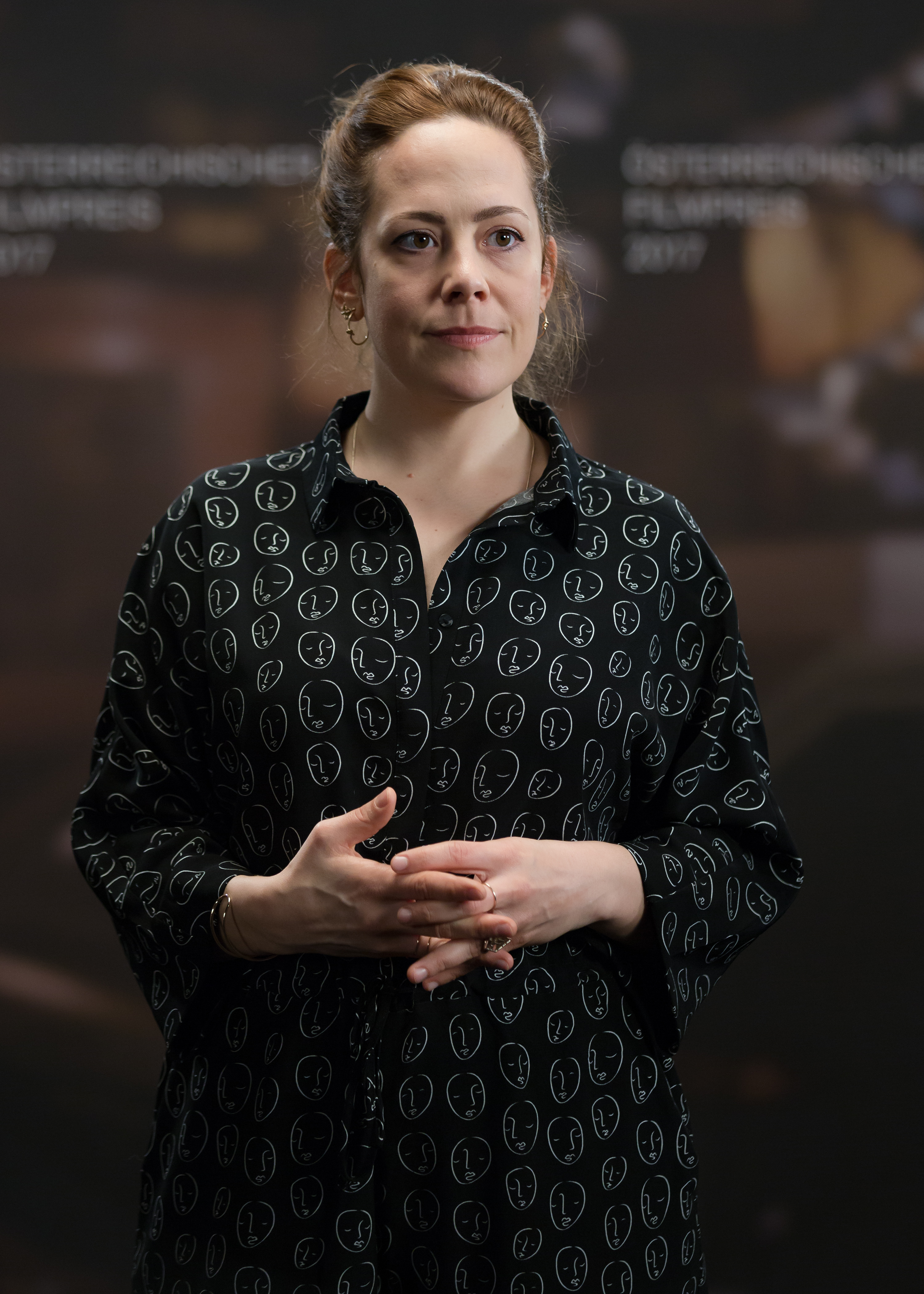
Katharina Mückstein (2017)

Katharina Mückstein (* 1982 in Wien) ist eine österreichische Filmregisseurin und Drehbuchautorin.

## Leben
Katharina Mückstein wurde als Tochter der Politikerin Eva Mückstein geboren und wuchs in Bad Vöslau auf. Von 2000 bis 2004 studierte sie Philosophie und Gender Studies. Anschließend absolvierte sie bis 2010 an der Filmakademie der Universität für Musik und darstellende Kunst Wien ein Regiestudium, unter anderem bei Michael Haneke.
2010 gründete sie gemeinsam mit Flavio Marchetti, Michael Schindegger und Natalie Schwager das Arbeitskollektiv und Produktionsunternehmen La Banda Film. Seit 2011 ist sie Vorstandsmitglied des Vereines FC Gloria – Frauen Vernetzung Film zur Förderung weiblicher Filmschaffender in Österreich.
Für ihren ersten langen Spielfilm Talea mit Nina Proll und Sophie Stockinger in den Hauptrollen, zeichnete sie für Regie und Drehbuch verantwortlich und wurde 2013 beim Filmfestival Max Ophüls Preis mit dem Filmpreis des saarländischen Ministerpräsidenten für die beste Regie ausgezeichnet. 2016 arbeitete sie für ihren zweiten Langspielfilm, das Coming-of-Age-Drama L’Animale, erneut mit Sophie Stockinger in einer Hauptrolle zusammen. Der Film wurde zur Berlinale 2018 in die Sektion Panorama eingeladen. 2023 erschien der Dokumentarfilm Feminism WTF, der auf dem Filmfestival Diagonale mit dem Publikumspreis ausgezeichnet und 2024 in die Edition österreichischer Film aufgenommen wurde.
Mit der Folge Dein Verlust (2024) gab sie ihr Tatort-Regiedebüt.

## Filmografie (Auswahl)
- 2008: Die Vereinigung (Kurzspielfilm, Drehbuch und Regie)
- 2013: Talea (Regie und Drehbuch)
- 2016: Holz Erde Fleisch (Dokumentation, Produzent)
- 2017: Tiere und andere Menschen (Drehbuch)
- 2018: L’Animale (Regie und Drehbuch)
- 2020: Blind ermittelt – Zerstörte Träume (Fernsehreihe, Regie)
- 2022: Blind ermittelt – Tod im Prater (Fernsehreihe, Regie)
- 2022: Blind ermittelt – Die nackte Kaiserin (Fernsehreihe, Regie)
- 2023: Feminism WTF (Dokumentarfilm)
- 2024: Tatort: Dein Verlust (Fernsehreihe)

## Auszeichnungen (Auswahl)

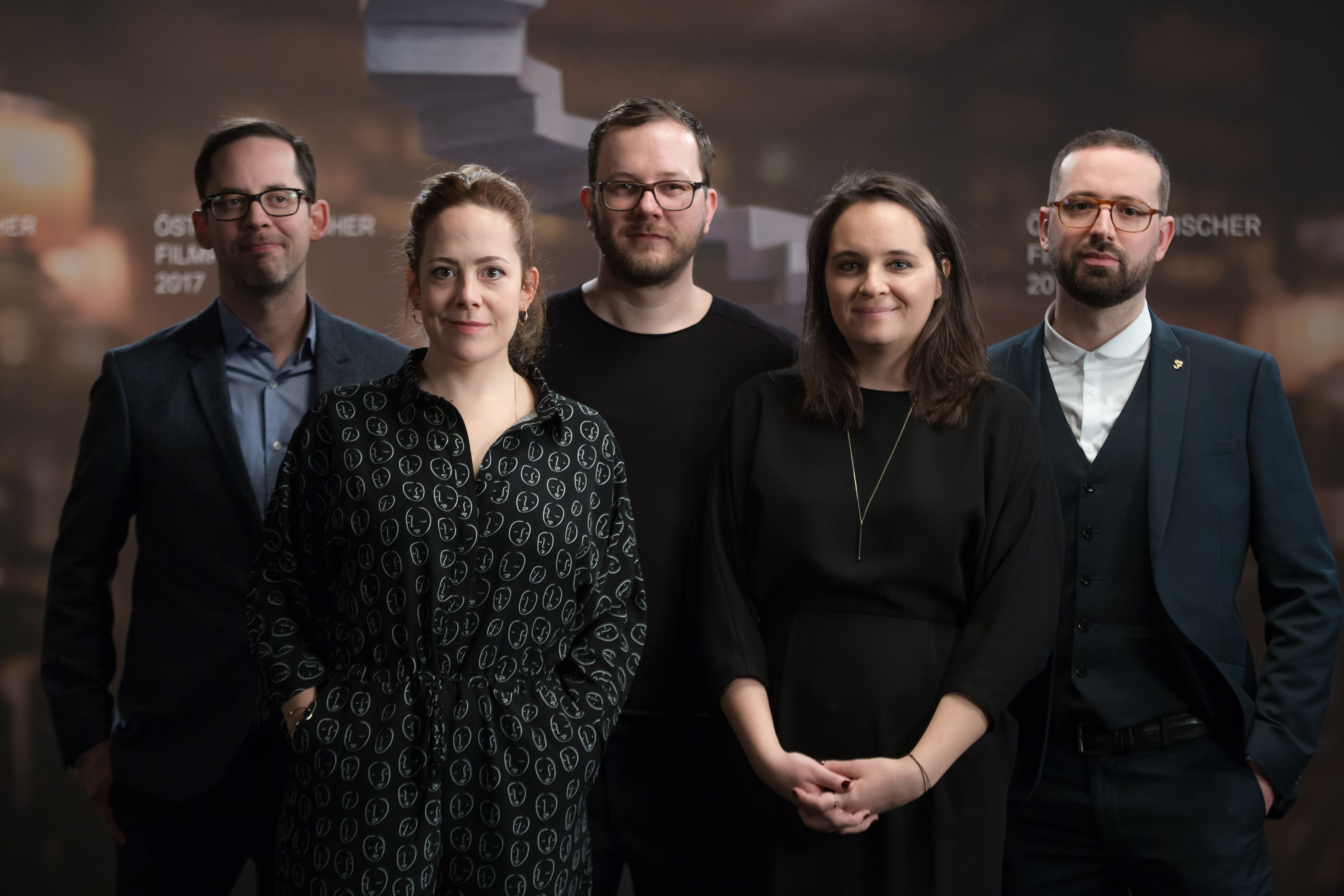
Mückstein mit den weiteren Produzenten und Regisseur Sigmund Steiner von Holz Erde Fleisch (Österreichischer Filmpreis 2017)

- 2009: Thomas-Pluch-Drehbuchpreis – Förderpreis für Die Vereinigung[16]
- 2013: Filmfestival Max Ophüls Preis – Filmpreis des saarländischen Ministerpräsidenten für die beste Regie[10]
- 2014: Österreichischer Filmpreis 2014 – Nominierung in den Kategorien Beste Regie und Bestes Drehbuch für Talea
- 2017: Österreichischer Filmpreis 2017 – Auszeichnung in der Kategorie Bester Dokumentarfilm für Holz Erde Fleisch[17]
- 2018: Panorama Publikumspreis – 3. Platz für L’Animale[18]
- 2018: Zurich Film Festival 2018 – Goldenes Auge für den besten Film im Wettbewerb Fokus: Schweiz, Deutschland, Österreich für L’Animale[19]
- 2019: Österreichischer Filmpreis 2019 – Nominierung in der Kategorie Bester Spielfilm für L’Animale[20]
- 2023: Publikumspreis der Diagonale für Feminism WTF[21][22]
- 2023: Wiener Frauenpreis in der Kategorie Regie[23]
- 2023: DOK.fest-München-Nominierung in der Kategorie VIKTOR DOK.deutsch für Feminism WTF[24]